# هوبره‌های نرم
هوبره‌های نرم (نام علمی: Lissotis) نام یک سرده از تیره هوبره‌ایان است.

## گونه‌ها
- هوبره شکم‌سیاه،  Lissotis melanogaster
- هوبره هارتلاب،  Lissotis hartlaubii